# 日本三百名山
日本三百名山（にほんさんびゃくめいざん）とは、日本山岳会によって1978年（昭和53年）に選定された日本の300の山である。1964年（昭和39年）深田久弥により『日本百名山』の100座が選定された。これに下位の200座(山上ヶ岳を含み荒沢岳を除く)を加えたものである。一方、1984年（昭和59年）に深田クラブが選定した『日本二百名山』では、「深田の百名山に、三百名山の残り200座から選ばれた99座(山上ヶ岳は含まれない)に荒沢岳1座を加えた100座を加える。」という方針で選定が進んだ。三百名山として羅列するときは二百名山から荒沢岳1座を除いた199座に101座(山上ヶ岳を含む)を加えて日本三百名山と称する。(二百名山と称する場合は荒沢岳は含まれるが、三百名山と称する場合は荒沢岳は除外される。)
- つまり
- 日本百名山は深田の100座から構成される。
- 日本二百名山(深田クラブが選定)は日本百名山の100座に、百名山よりも下位の100座(二百名山番号52番の荒沢岳を含む)を加えた合計200座から構成される。
- 日本三百名山(日本山岳会が選定)は日本百名山の100座に、百名山よりも下位の100座から荒沢岳を除いた99座を加え、更に二百名山よりも下位の101座(三百名山番号250番の山上ヶ岳を含む)を加えた合計300座から構成される。

このため、日本百名山、日本二百名山、日本三百名山に選定されている山の合計は301座となる。
山岳リスト

## 日本三百名山一覧
日本二百名山に含まれるものを除く。